# Mladkovský hrádek
Mladkovský hrádek je zaniklý hrad na rozhraní správních území obcí Víchová nad Jizerou a Poniklá v okrese Semily v Libereckém kraji.

## Historie
O hradu se nedochovaly žádné písemné prameny. Místo, kde stával, se označovalo pomístním názvem Hradišťko. Hrad či spíše strážní bod existoval po krátkou dobu na přelomu třináctého a čtrnáctého století a pravděpodobně mohl střežit cestu, která vedla na opačném břehu Jizery. Pozůstatky hradu byly objeveny okolo roku 1995 Josefem Novákem. Datování jeho existence umožnil nález jediného keramického střepu učiněný při archeologickém výzkumu v roce 2001 pod vedením Jana Prostředníka.

## Popis
Hrad byl postaven na severozápadním výběžku vrchu Vartiště nad levým břehem Jizery, jihozápadně od Nové Vsi u Poniklé v nadmořské výšce 450–475 metrů. Tvoří jej tři skalní útvary na severozápadě oddělené od okolního terénu ve skále vytesaným příkopem. Ve stavebních konstrukcích převládalo dřevo.